# Guido Mehlkop
Guido Mehlkop (* 1972 in Bonn-Beuel) ist ein deutscher Sozialwissenschaftler und Hochschullehrer im Bereich der empirischen Sozialforschung.

## Leben
Nach dem Abitur 1991 und dem Zivildienst folgte ab 1993 ein Studium der Fächer Soziologie, Erziehungswissenschaften und Politische Wissenschaften an der Rheinischen Friedrich-Wilhelms-Universität Bonn, das Mehlkop 1999 mit der Erlangung des akademischen Grades Magister Artium für Soziologie abschloss. Anschließend betätigte er sich zunächst als Wissenschaftliche Hilfskraft, dann als Wissenschaftlicher Angestellter mit Lehrtätigkeit am Seminar für Soziologie der Universität Bonn. 2002 erfolgte dort die Promotion mit der Note Summa Cum Laude zum Dr. phil. mit einer Arbeit zum Thema Wirtschaftliche Freiheit, Einkommensungleichheit und physische Lebensqualität. Eine international vergleichende Studie. Ende 2001 wechselte Mehlkop als Wissenschaftlicher Assistent an das Institut für Soziologie der Technischen Universität Dresden, an der er sich 2010 mit der Arbeit Kriminalität als rationale Wahlhandlung. Eine Erweiterung des Modells der subjektiven Werterwartung und dessen empirische Überprüfung habilitierte. 
2011 wurde er zunächst als Vertretung der Professur Methoden der empirischen Sozialforschung an der Universität Erfurt bestellt, bevor er zum Wintersemester 2011/12 auf den Lehrstuhl für quantitative Methoden der empirischen Sozialforschung an die Staatswissenschaftliche Fakultät der Universität Erfurt gerufen wurde. Von 2015 bis 2018 war er Dekan der Staatswissenschaftlichen Fakultät und von 2021 bis 2023 Studiendekan. 2017, 2018, 2019 und 2021 erhielt er jeweils einen Preis für gute Lehre an der Fakultät.

## Forschungsschwerpunkte
Mehlkop beschäftigt sich mit den Gebieten New Political Economy, Selbstmordstudien, Militärsoziologie. Im Zuge seiner Habilitation wandte er sich außerdem der ökonomische Theorie des kriminellen Handelns zu. Aktuell beschäftigt sich Mehlkop zudem mit Brain-Doping beziehungsweise der Einnahme von Smart Pills.  Als Wissenschaftler an der Staatswissenschaftlichen Fakultät der Universität gewann auch das Forschungsgebiet der Akzeptanz des Sozialstaates in Deutschland an Bedeutung.

## Publikationen (Auswahl)
- Wirtschaftliche Freiheit, Einkommensungleichheit und physische Lebensqualität. Eine international vergleichende Studie., Leske + Budrich, Opladen 2002, ISBN 3-8100-3686-2.
- Unterstützung und Ausgrenzung durch sozialen Zusammenhalt. Human- und Sozialkapital in der empirischen soziologischen Forschung. Dresdner Beiträge zur Soziologie, Band 3, MV Wissenschaft, Münster 2008; ISBN 978-3-86582-713-5 (mit Peter Graeff).
- Capitalism, Democracy and the Prevention of War and Poverty, Routledge, London und New York 2008, ISBN 978-0415467407 (mit Peter Graeff).
- Kriminelles Verhalten als rationale Handlungswahl. VS-Verlag, Wiesbaden 2011; ISBN 3-531-18218-8.

Außerdem ist Mehlkop Herausgeber der Reihe Dresdner Beiträge zur Soziologie gemeinsam mit Dominik Schrage und Stephan Hein sowie der Reihe Wirtschaft und Politik mit Gerhard Wegner und André Brodocz im Springer Verlag.